# Maximino Peña
Maximino Peña Muñoz (Salduero, 29 de mayo de 1863-Madrid, 1940) fue un pintor español especialmente dotado para la pintura al pastel con una amplia obra de apuntes, paisajes y temas de costumbres.

## Trayectoria
Nació en la localidad soriana de Salduero siendo el hijo primogénito del matrimonio formado por Dominica Muñoz y Martín Peña. En 1876 se trasladó a Argentina para trabajar junto a su tío en el comercio de tejidos que poseía su tío Felipe Muñoz quien reconociendo sus dotes para el dibujo y la pintura, propició su regreso a España.

En Madrid ingresó en la Escuela Superior de Pintura, Escultura y Grabado, frecuentando también el Círculo de Bellas Artes de Madrid, donde hizo amistad con Casto Plasencia. 

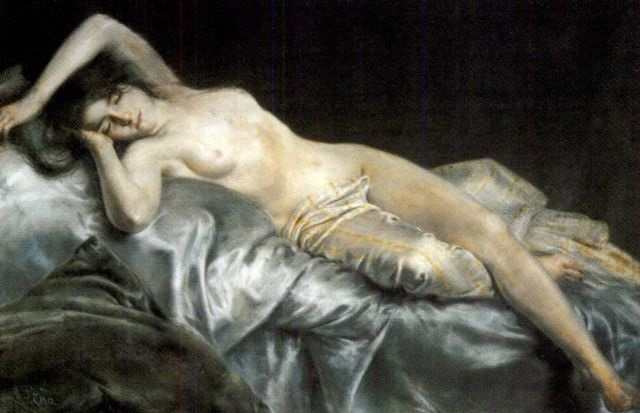
Desnudo

En 1885 se instaló en Roma, entrando en el círculo de pintores españoles: Moreno Carbonero, Muñoz Degraín, José Benlliure y Joaquín Sorolla. En 1887, aún en Roma, participó con su cuadro Carta del hijo ausente en la Exposición Nacional de Bellas Artes, donde obtuvo una Medalla de Tercera clase. En 1892 volvió y consiguió otra Medalla de Tercera clase con el cuadro Leñador montañés. En 1895 volvió a presentarse en la Exposición Nacional obteniendo la Medalla de Segunda clase con la obra El bocadillo. En 1901 se le premió con -Consideración de Segunda Medalla- por el óleo Una chula. Concurrió a diecinueve certámenes de las EE.NN. de BB. AA.

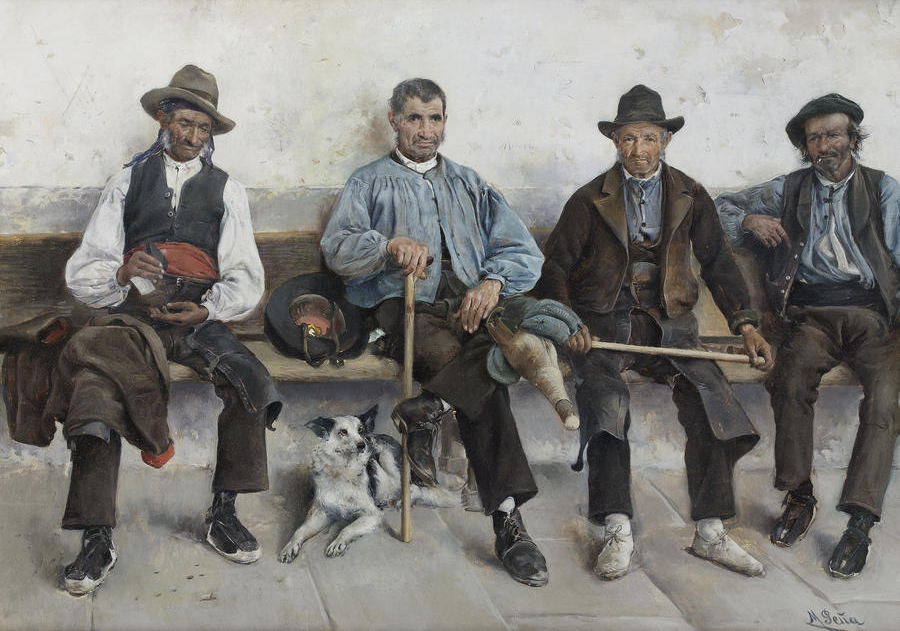
Siesta al sol

De nuevo en Madrid, participó en la decoración de la basílica de San Francisco el Grande, abrió un estudio para la enseñanza del dibujo que sus descendientes ampliaron como Academia Peña, y llegó a formar parte de la Junta Directiva del Círculo de Bellas Artes. También colaboró como ilustrador en diarios y revistas como El Imparcial y La Ilustración Española y Americana. Además de su obra académica y de uso arquitectónico se ha valorado su dominio de la pintura al pastel y su habilidad en los paisajes del natural, apuntes y fragmentos de la vida cotidiana de estilo costumbrista.
En 1915 presentó una gran exposición en el Salón Iturrioz de Madrid. En 1940 la última en el Salón Cano de Madrid. En octubre de 1943 , se le hizo una exposición homenaje a su memoria en el Salón Aeolian de Madrid. Fue nombrado Caballero de la Orden de Carlos III.
En los fondos del Museo del Prado se catalogan: Carta del hijo ausente, depositado en el Museo de Zaragoza, y El bebedor en el Museo de Navarra (Pamplona). En Salduero, su pueblo natal, tiene una casa-museo.

## Reconocimientos
En Soria, Salduero y Almazán hay calles con su nombre.